# Хабкирхен
Хабкирхен (на немски: Habkirchen) е най-малката част от общината Манделбахтал в Саарланд, Германия с 604 жители (през февруари 2016).
На 1 януари 1974 г. Хабкирхен е присъединен към новата община Манделбахтал.
Хабкирхен е споменат през 819 г. в документ на император Лудвиг Благочестиви. През 1046 г. Хабкирхен е главен център на гауграфството Близгау.
- Църквата Св. Мартин
- Лятната резиденция Леон Яаунец
- Анна-капелата
- Пътен кръст от 1664